# Tégénaire géante
Eratigena duellica
Espèce
Synonymes
- Tegenaria duellica Simon, 1875
- Tegenaria gigantea Chamberlin & Ivie, 1935
- Tegenaria propinqua Locket, 1975

Eratigena duellica, la Tégénaire géante, est une espèce d'araignées aranéomorphes de la famille des Agelenidae.

## Distribution

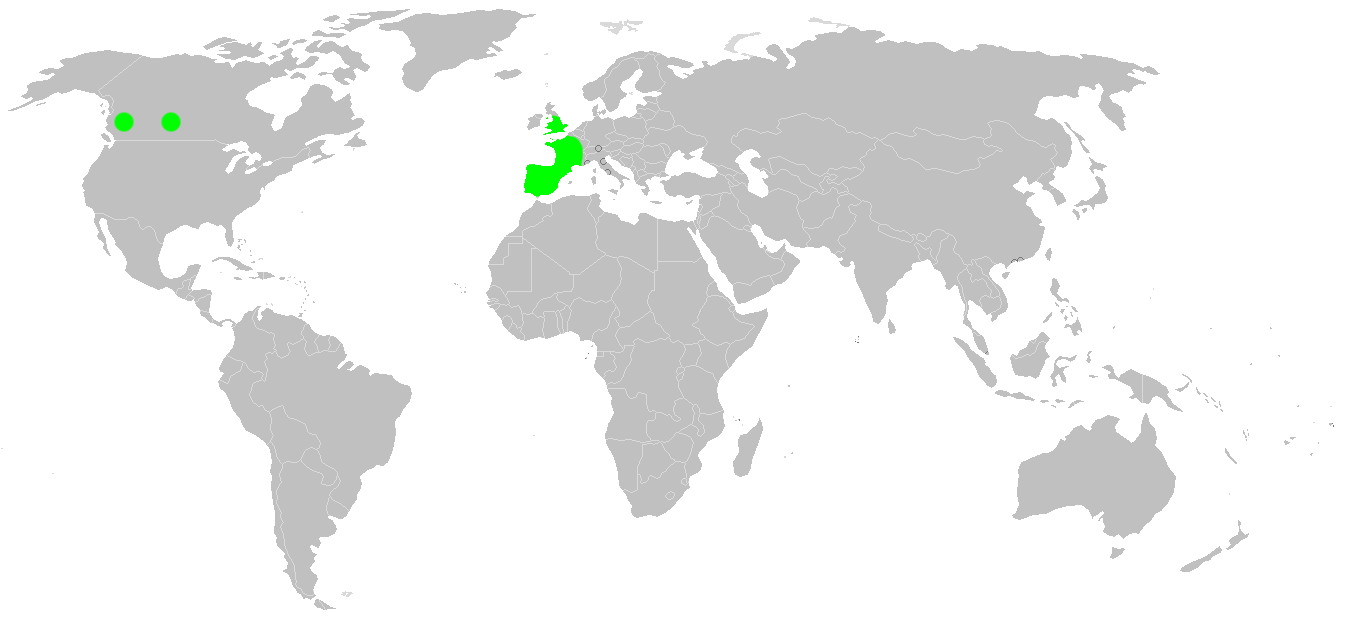
Distribution

Cette espèce se rencontre en Europe. Elle a été introduite en Amérique du Nord.

## Description

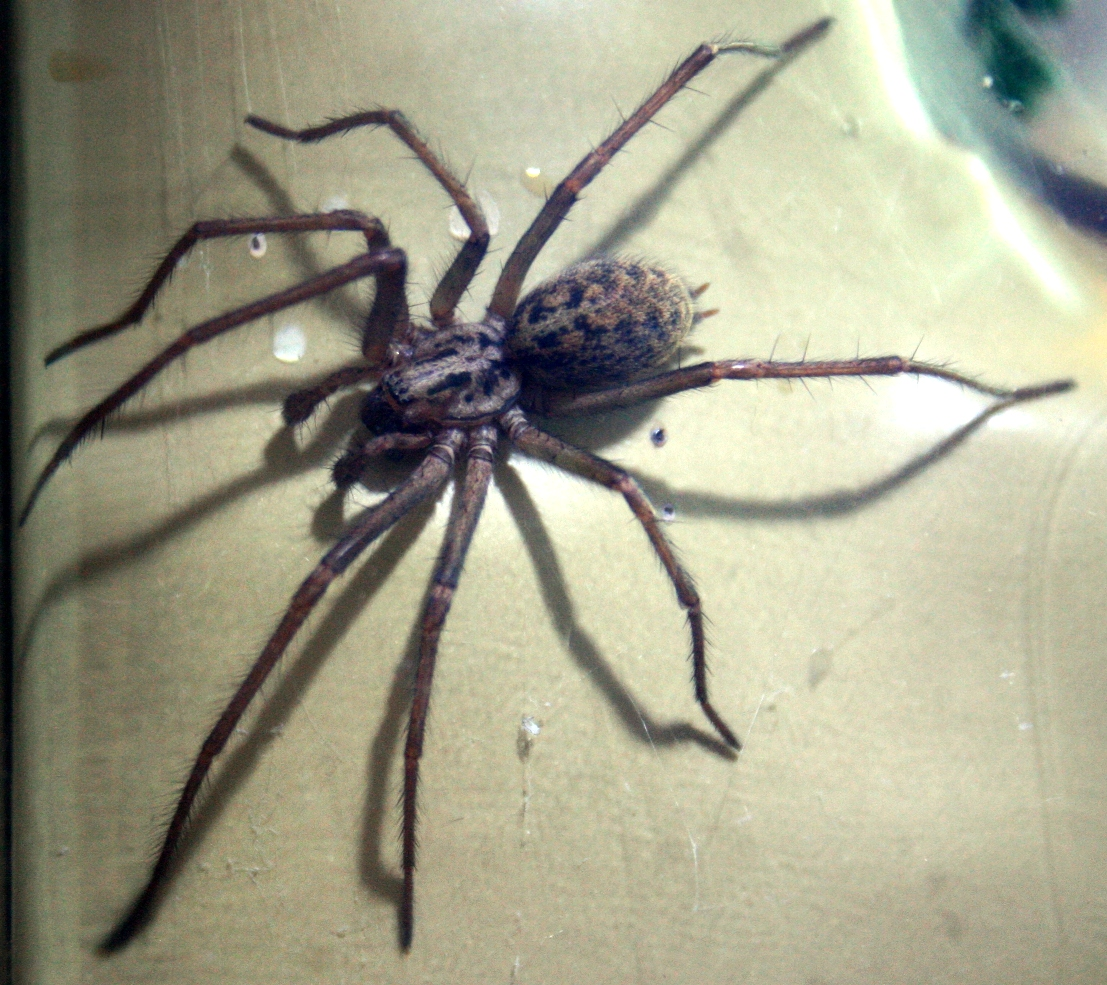
Eratigena duellica ♂

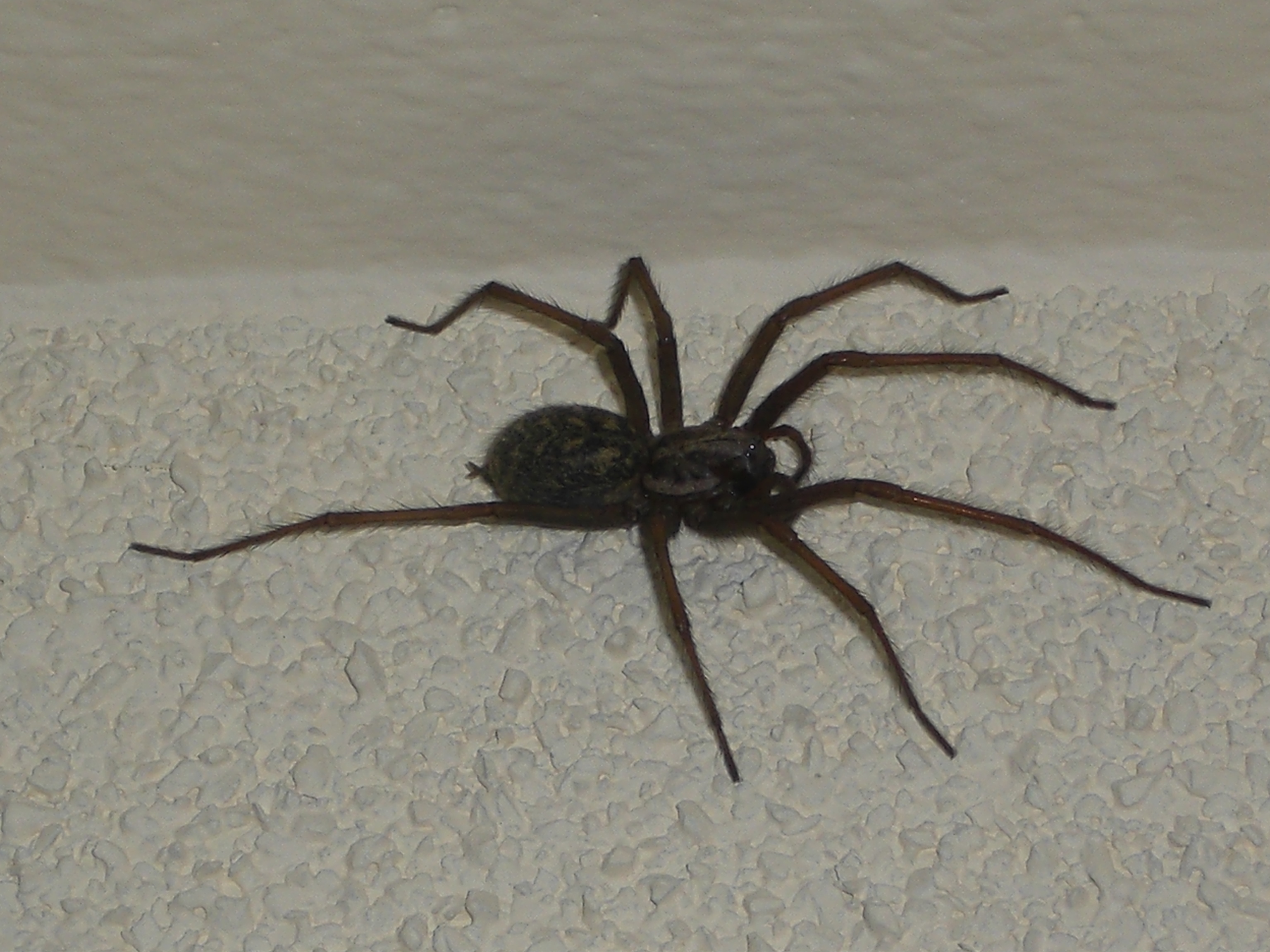
Eratigena duellica ♀

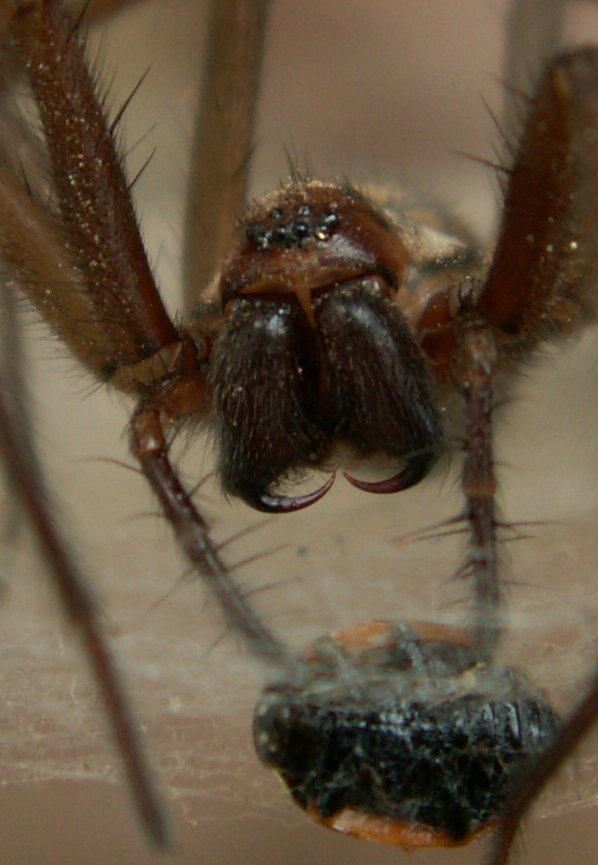
Ses grandes chélicères sont adaptées à de petites proies

Les mâles mesurent de 10 à 14 mm de corps et les femelles de 11 à 16 mm.
C'est une des grandes tégénaires, elle peut atteindre une envergure de 13 cm. L'espèce est de couleur brune, voire rougeâtre. Ses pattes et son abdomen sont pileux. Sa taille importante la fait parfois passer à tort pour une mygale. Son aspect global et ses chélicères qui se croisent prouvent toutefois une plus grande parenté avec les espèces communes en Europe.

## Reproduction
L’automne est la période où les tégénaires mâles sortent de leur toile pour errer (souvent dans les maisons), à la recherche d'une femelle à féconder (La ponte se déroule généralement à mi-avril). La reproduction est identique chez toutes les tégénaires, mais impossible pour deux tégénaires d'espèces différentes : en effet, les formes du bulbe copulateur du mâle et de l'épigyne de la femelles diffèrent selon les espèces.

## Rôle dans la chaine alimentaire
Connaissant peu de prédateurs naturels du fait de sa discrétion (à part les guêpes, exceptionnellement), la tégénaire géante est un redoutable prédateur pour les insectes des maisons. Elle n'hésite également pas à s'attaquer à d'autres araignées. Elle permet ainsi, au sein des habitations humaines, une régulation des populations d'arthropodes.

## Comportement à l'égard de l'être humain
En dépit de sa taille impressionnante, la tégénaire géante est totalement inoffensive pour l'Homme.
Il n'existe pas d'article scientifique ni de publication médicale faisant état d'un cas direct de morsure d'une araignée du genre Tegenaria sur l'Homme. Les accusations sont portées a posteriori, à la suite de la découverte d'une tégénaire dans la maison d'un patient souffrant de lésions de la peau. On trouve pourtant d'autres explications médicales bien plus plausibles (virus, champignons, eczéma, maladie de Lyme...),.
Particulièrement craintive et docile comme sa cousine Tegenaria domestica, Eratigena duellica cherchera toujours à fuir en cas de dérangement. Eratigena agrestis ne partage pas la même réputation pacifique, mais semble tout aussi inoffensive.

## Systématique et taxinomie
Cette espèce a été décrite sous le protonyme Tegenaria duellica.
Elle a été placée en synonymie avec Eratigena atrica par Bolzern, Burckhardt et Hänggi en 2013. Eratigena duellica a été relevée de sa synonymie par Oxford et Bolzern en 2018.

## Publication originale
- Simon, 1875 : Les arachnides de France. Paris, vol. 2, p. 1-350.